# 경남여자중학교
경남여자중학교(慶南女子中學校)는 대한민국 부산광역시 동구 수정동에 있는 공립 중학교이다.

## 학교 연혁
- 1927년 4월 23일 : 부산 공립 여자 고등 보통학교로 개교
- 1938년 4월 1일 : 부산 공립 고등 여학교로 교명 변경
- 1945년 10월 1일 : 조국 광복으로 재개교
- 1953년 7월 1일 : 경남여자중학교로 교명 변경
- 1970년 3월 1일 : 중학교 평준화 시책으로 수정여자중학교로 교명 변경
- 1992년 2월 29일 : 경남여자중학교로 교명 변경
- 2008년 11월 24일 : 현 교사(校舍)로 학교 이전
- 2014년 3월 1일 : 교원평가제도개선 연구학교 운영(2년간)
- 2016년 3월 1일 : 나라사랑 연구학교 운영(2년)
- 2019년 3월 1일 : 학생평가 연구학교 운영
- 2024년 2월 7일 : 제73회 114명 졸업(총 31,071명)
- 2024년 3월 1일 : 제31대 이춘희 교장 취임
- 2024년 3월 4일 : 제76회 입학식(6학급 142명)

## 참고 자료
- 경남여자중학교 - 한국교육학술정보원 학교알리미